# Суперкубок Кувейту з футболу 2009
Суперкубок Кувейту з футболу 2009  — 2-й розіграш турніру. Матч відбувся 24 листопада 2009 року між чемпіоном Кувейту клубом Аль-Кадісія і володарем кубка Еміра Кувейту клубом Аль-Кувейт.
| Володар Суперкубка Кувейту 2009 |
| ------------------------------- |
|                                 |
| Аль-Кадісія Перший титул        |

## Матч

### Деталі
| 24 листопада 2009 16:15 (EEST) |

| Аль-Кувейт      | 1:4      | Аль-Кадісія                                                    |
| --------------- | -------- | -------------------------------------------------------------- |
| Аль-Кандарі 64' | Протокол | Аль-Салама 10' Кейта 40' аль-Мутава 45' (пен.) Аль-Хуссейн 49' |

| Аль-Садака Васалам, Ель-Кувейт |